# Copa espanyola d'hoquei sobre patins femenina 2015
La Copa de la Reina d'hoquei sobre patins 2015 fou la desena edició de la Copa espanyola. Se celebrà el cap de setmana del 6 al 8 de març de 2015 al Pavelló Municipal d'Esports de Lloret de Mar i fou organitzada per la Federació Espanyola de Patinatge. Hi participaren els vuit millors equips classificats en finalitzar la primera volta de l'OK Lliga 2014-15. La final de la competició fou retransmesa en directe per La Xarxa i per la plataforma FEP-TV, i en diferit per Esport3.
Es proclamà campió el Club Patí Manlleu, que s'imposa a la final al Club Patí Voltregà per 3 a 2, L'entitat manlleuenc aconseguí el seu primer títol de la història. La jugadora del CP Manlleu, Iolanda Font, fou escollida MVP de la final.

## Clubs participants
- CP Alcorcón
- Igualada Femení HCP
- Hostelcur Gijón HC
- CP Manlleu
- Banco Mediolanum Mataró
- Generali HC Palau
- Sferic de Terrassa
- CP Voltregà

## Competició

### Quadre de competició
|  | Quarts de final     | Quarts de final     |                     |   | Semifinals | Semifinals |  |  | Final | Final |
|  |                     |                     |                     |   |            |            |  |  |       |       |
|  | 6 de març 16:00 CET |                     |                     |   |            |            |  |  |       |       |
|  |                     |                     |                     |   |            |            |  |  |       |       |
|  | CP Manlleu          | 3                   |                     |   |            |            |  |  |       |       |
|  | CP Manlleu          | 3                   | 7 de març 17:00 CET |   |            |            |  |  |       |       |
|  | Igualada Femení HCP | 1                   |                     |   |            |            |  |  |       |       |
|  | Igualada Femení HCP | 1                   | CP Manlleu          | 3 |            |            |  |  |       |       |
|  | 6 de març 17:30 CET |                     | CP Manlleu          | 3 |            |            |  |  |       |       |
|  |                     | CH Mataró           | 2                   |   |            |            |  |  |       |       |
|  | Generali HC Palau   | CH Mataró           | 2                   | 0 |            |            |  |  |       |       |
|  | Generali HC Palau   |                     | 8 de març 12:45 CET | 0 |            |            |  |  |       |       |
|  | CH Mataró           | 1                   |                     |   |            |            |  |  |       |       |
|  | CH Mataró           | 1                   | CP Manlleu          | 3 |            |            |  |  |       |       |
|  | 6 de març 19:00 CET |                     | CP Manlleu          | 3 |            |            |  |  |       |       |
|  |                     | CP Voltregà         | 2                   |   |            |            |  |  |       |       |
|  | Hostelcur Gijón HC  | CP Voltregà         | 2                   | 1 |            |            |  |  |       |       |
|  | Hostelcur Gijón HC  | 7 de març 19:00 CET |                     | 1 |            |            |  |  |       |       |
|  | Sferic de Terrassa  | 0                   |                     |   |            |            |  |  |       |       |
|  | Sferic de Terrassa  | 0                   | Hostelcur Gijón HC  | 1 |            |            |  |  |       |       |
|  | 6 de març 20:30 CET |                     | Hostelcur Gijón HC  | 1 |            |            |  |  |       |       |
|  |                     | CP Voltregà         | 2                   |   |            |            |  |  |       |       |
|  | CP Voltregà         | CP Voltregà         | 2                   | 5 |            |            |  |  |       |       |
|  | CP Voltregà         |                     |                     | 5 |            |            |  |  |       |       |
|  | CP Alcorcón         | 2                   |                     |   |            |            |  |  |       |       |
|  | CP Alcorcón         | 2                   |                     |   |            |            |  |  |       |       |

## Final
| CP Manlleu | CP Voltregà |

| #             | Pos. | Nom              |  |
| ------------- | ---- | ---------------- |  |
| 1             | POR  | Ester Tosar      |  |
| 4             |      | Nara López       |  |
| 5             |      | Laura Barcons    |  |
| 7             |      | Anna Casarramona |  |
| 13            |      | Gemma Solé       |  |
| 55            |      | Iolanda Font     |  |
|               |      | Laura Vall       |  |
|               |      | Laia Castro      |  |
|               |      | Judit Burgaya    |  |
| 10            | POR  | Maria Ballesta   |  |
| Entrenador    |      |                  |  |
| Ramon Anglada |      |                  |  |

| Campió de la Copa de la Reina 2015 |
| ---------------------------------- |
| CP Manlleu Prime títol             |
| MVP                                |
| Iolanda Font                       |

| #          | Pos. | Nom              |  |
| ---------- | ---- | ---------------- |  |
|            | POR  | Laia Vives       |  |
| 2          |      | Natasha Lee      |  |
|            |      | Cristina Barceló |  |
|            |      | Berta Tarrida    |  |
|            |      | Anna Romero      |  |
|            |      | Esther Nadal     |  |
|            |      | Anna Gil         |  |
|            |      | Aina Arxé        |  |
|            | POR  | Aina Lafon       |  |
| Entrenador |      |                  |  |
| David Bou  |      |                  |  |